# Gerardo Budowski
Gerardo Budowski (Berlín, 10 de junio de 1925-8 de octubre de 2014) fue un ajedrecista e ingeniero germano-venezolano y fue director general de la Unión Internacional para la Conservación de la Naturaleza (IUCN).

## Biografía
Nacido en Berlín en una familia de ancestros polacos que practicaba el ajedrez, su madre hizo tablas en una partida contra José Raúl Capablanca durante la exhibición de simultáneas el 30 de octubre de 1925 en Berlín. Su padre tuvo una relación amistosa con Alexander Alekhine, quien dio lecciones de ajedrez a Gerardo en París. La familia Budowski dejó la Alemania Nazi para establecerse en Francia. Cuando estalló la Segunda Guerra Mundial, Budowski marchó a Venezuela, país del que adquirió la ciudadanía. De 1952 en adelante residió en Costa Rica.
En 1948 se graduó como ingeniero agrícola en la Universidad Central de Caracas. Más tarde hizo un máster en el Instituto Interamericano para Cooperación en Agricultura (IICA), situado en Turrialba, Costa Rica. En 1962 obtuvo el doctorado en ingeniería de montes en la Universidad de Yale. Fue director general de la IUCN entre 1970 y 1976 y profesor emérito de la Universidad para la Paz de Naciones Unidas.
Ganó el Campeonato de ajedrez de Venezuela en 1951 frente a Julio García. También participó en otros campeonatos en Costa Rica en los años 1950. Ganó el Campeonato de Costa Rica por equipos, jugando por Turrialba, en 1965.  Representó Venezuela en la Olimpiada de ajedrez celebrada en Lugano en 1968.
Durante su carrera, el Dr. Budowski produjo más de 300 publicaciones en español, inglés, francés y alemán. El Dr. Budowski, un amante de la fotografía y el turismo ecológico, ha sido el destinatario de numerosos premios de prestigio como la Medalla Henri Pittier del Gobierno de Venezuela, el "Siempre Verde", medalla del Gobierno de Nicaragua, el Arco de Oro de los Países Bajos, entre otros.